# 愛され女子
愛され女子（あいされじょし） とは人に愛されやすい女性のことである。
この項目では愛され女子と同時期に存在したモテブームについても記述する。

## 歴史

### 前史
元々モテモテという言葉は1980年代以前より存在した。また1995年から1996年にかけてはフジテレビ系の人気バラエティ番組『めちゃ2モテたいッ!』が放送されていた。

### モテブーム
2003年、蛯原友里（エビちゃん）がCanCamの専属モデルとなって人気となり、『エビちゃんブーム』が起きてそれを参考にしたOL『エビちゃんOL』が登場したが、それに付随してCanCamでは「めちゃ❤モテ」ブームが起き、その他の雑誌などでも「モテ」がブームとなっていった。
なおCamCamの「めちゃ❤モテ」ブームには恋愛が付随しておらず、異性を意識したものでは無かったとも言われている。
このモテブームではレギンスやトレンカが避けられるようになったほか、通勤コーデではコクーンスタイルが流行となっていったとされる。
また2005年には少女漫画誌『ちゃお』に恋愛物の『極上!!めちゃモテ委員長』が登場し、2009年から2011年にかけてアニメ化された。
一方、同2005年には青年漫画誌『月刊アフタヌーン』にモテ女子を『猛禽』と呼んで敵視する漫画『臨死!!江古田ちゃん』が登場している。

### 愛され〇〇
モテブームと同じ時期には「愛されガール」「愛され女子」などの「愛され〇〇」も使われるようになっていった。
例えば2004年にはネイル誌『ネイルUP！』に『姉系きれいめレディ』の対比として『妹系愛されガール』が登場した。また2006年5月にはネコ・パブリッシングよりヘアカタログ誌『大人の愛されヘアカタログ―25歳からは美髪で差がつく』の出版が開始された。
2006年12月にはテレビ朝日系の深夜番組『美しき青木・ド・ナウ』に『愛され女子検定』が登場した。
また2008年には音楽情報サイト『ナタリー』が「ゆるふわ愛され音楽ニュースサイト」を名乗るようになった。

## 関連作品
- 情報番組・バラエティ番組
  - 『ヒルナンデス』「愛され女子になれるマナー」「結婚式の愛され女子マナー」「愛され女子の心理学講座」「愛され女子の習い事コーナー」（2013年4月8日〜7月29日）[13][14][15]

- ドラマ及びドラマ化された作品
  - 『アラサーちゃん』（ドラマ: 2014年） - モテ系ゆるふわ女子が友人兼宿敵として登場する。
  - 『SURVIVAL WEDDING』（ドラマ: 2018年） - 戦略系愛され女子が登場する[16][17]。原作者は女性誌『an・an』を参考にしていたとされる[18]。
  - 『セクシー田中さん』（ドラマ: 2023年）[19][20]

- その他の漫画作品
  - 『きっと愛され女子になる!』 - 4コマ漫画誌『まんがタイムオリジナル』連載